# Mirko Marić
Mirko Marić (Grude, 16. svibnja 1995.) hrvatski je nogometaš koji igra na poziciji napadača. Trenutačno igra za Monzu. 

## Klupska karijera
Za Široki Brijeg odigrao je više od 15 utakmica u nogometnom prvenstvu Bosne i Hercegovine i u europskim kupovima. Do ljeta 2014. bit će član Širokog Brijega, a od tad će igrati za zagrebački Dinamo s kojim je 27. ožujka 2014. potpisao sedmogodišnji ugovor. Osim Dinama, za Marića su se zanimali bogati talijanski i austrijski klubovi. U veljači 2017. je bosanskohercegovački Hrvat potpisao za mađarski Videoton. Pola godine kasnije, Marić se vratio u Hrvatsku i potpisao za NK Osijek. U sezoni 2019./20. je briljirao i završio kao neimenovani najbolji strijelac lige. U kolovozu 2020. potpisao je za talijanskog drugoligaša Monzu.

## Reprezentativna karijera
Odigrao je nekoliko službenih utakmica za bh. mlada predstavništva. Hrvatski nogometni savez iskazao je 2014. zanimanje za njega. Dokument kojim polažu pravo na nj jest hrvatska putovnica koja mu je izdana prije nastupa za bh. reprezentaciju. HNS je kompletirao dokumentaciju i proslijedio je Fifi. U ožujku 2014. Marić je odlučio promijeniti športsko državljanstvo i zaigrati za Hrvatsku. Za hrvatsku nogometnu reprezentaciju je debitirao na Kirin Kupu u siječnju 2017. protiv Čilea.

## Vanjske poveznice
- (engl.) Mirko Marić na Uefa.com
- (engl.) Mirko Marić na transfermarkt.co.uk